# Golpāyegān (kommunhuvudort i Iran)
Golpāyegān (persiska: گلپایگان) är en kommunhuvudort i Iran.   Den ligger i provinsen Esfahan, i den centrala delen av landet, 270 km söder om huvudstaden Teheran. Golpāyegān ligger 1 817 meter över havet och antalet invånare är 44 916.
Terrängen runt Golpāyegān är kuperad västerut, men österut är den platt.Runt Golpāyegān är det ganska tätbefolkat, med 56 invånare per kvadratkilometer. Golpāyegān är det största samhället i trakten. Trakten runt Golpāyegān består till största delen av jordbruksmark.